# Berrien
Berrien (in bretone: Berrien) è un comune francese di 991 abitanti situato nel dipartimento del Finistère nella regione della Bretagna.

## Società

### Evoluzione demografica
Abitanti censiti